# University of Texas Permian Basin
University of Texas of the Permian Basin är ett delstatligt universitet i Odessa i Texas som hör till universitetssystemet University of Texas. Texas lagstiftande församling fattade beslutet om universitetets grundande 1969 och universitetet öppnades 1973. Universitetets expansion stöddes starkt av George E. "Buddy" West som var ledamot av Texas representanthus fram till sin död år 2008. West var bland de första som utexaminerades från universitetet och blev 1992 invald i delstatens lagstiftande församling.